# Luperina iota
Luperina iota är en fjärilsart som beskrevs av Turner. Luperina iota ingår i släktet Luperina och familjen nattflyn. Inga underarter finns listade i Catalogue of Life.